# Nathorst land
Nathorst land är ett område mellan Van Mijenfjorden och Van Keulenfjorden på västra Spetsbergen, uppkallat efter polarforskaren Alfred Nathorst.